# Dabrónaki Béla
Dabrónaki Béla (Budapest, 1954. december 18. –) Munkácsy Mihály-díjas (1999) magyar faszobrász-restaurátor.

## Életpályája
Gimnáziumi tanulmányait 1973-ban fejezte be a budapesti József Attila  Gimnázium rajz tagozatán.  1973-1974-ben a MÜM Szakmunkásképző Intézetében kőfaragást tanult, eközben a Képzőművészeti Kivitelező Vállalatnál dolgozott kőfaragóként. 1974-1976 között a Kaesz Gyula Faipari Szakmunkásképző Iskolába járt. 1976-1978 között az Első Újpesti Asztalosipari Szövetkezetnél dolgozott, majd 1979 és 1981 között faszobrász volt. 1981 és 1986 között a Képzőművészeti Főiskola faszobrász-restaurátor szakára járt. 1986-89-ben a  Magyar Nemzeti Galéria Régi Magyar Osztályán volt restaurátor. 1990 óta egyéni restaurátor művész. cégét, az IDOL Bt-t 1994 óta tartja fenn. Főleg barokk kori műtárgyak restaurálását végzi.

## Főbb restaurátori munkái
- Hosszúpereszteg Rk. templom főoltára,
- Hédervári Kastély kápolna főoltára
- Tihanyi Bencés Apátsági Templom faberendezései
- Pannonhalmi Bencés Apátság refektóriumának ajtaja
- Veszprém Érseki Palota bejárati fogadótér stukkói
- Gizella Kápolna barokk ajtaja
- Zirci Ciszteri Apátsági Templom barokk faberendezései

## Kiállításai
- Tihany, 1994-95: Bencés Apátsági Templom restaurálás alatt lévő barokk fatárgyai
- Vigadó Galéria, 1998: "Folyamatos múlt" a tihanyi és zirci apátsági templom barokk faberendezéseiből

## Kitüntetései, díjai
- Munkácsy Mihály-díj (1999)

## Társadalmi tevékenysége
Tagságai: Magyar Restaurátorok Szövetsége, alelnök (2003-), Művészeti Alap, majd MAOE

## Kapcsolódó információk
- http://www.rtlklub.hu/hirek/belfold/video/237371 Archiválva 2014. március 26-i dátummal a Wayback Machine-ben
- https://web.archive.org/web/20160305161213/http://www.hirado.hu/2014/02/05/ujra-lathato-a-kisszebeni-szarnyasoltar-fotok/
- http://mno.hu/grund/hetven-ev-utan-lathato-a-kisszebeni-szarnyasoltar-1209362 Archiválva 2018. október 7-i dátummal a Wayback Machine-ben
- https://web.archive.org/web/20150924030244/http://www.hirek.sk/kultura/20140205144145/Hetven-ev-utan-ujra-lathato-a-kisszebeni-szarnyasoltar.html
- http://www.parokia.hu/lap/sek/hir/mutat/4452/